# البدایة فی علم الدرایة
البدایة فی علم الدرایة نام کتابی است از زین الدین ابن علی عاملی معروف به شهید ثانی (متوفی ۹۶۵ هق) که در علم درایه الحدیث تألیف شده‌است.

## جایگاه
از این کتاب به عنوان اولین کتاب تألیفی شیعه در علم درایه یاد می‌شود. شهید ثانی خودش اولین شرح توضیحی بر کتابش را با عنوان «الرعایه لحال البدایه فی علم الدرایه و البدایه فی علم الدرایه» تألیف کرد. همچنین کتاب حاضر تا کنون مورد شرح و تحقیق نیز قرار گرفته‌است. جایگاه علمی این اثر نیز به قدری است که تا کنون در غالب بر صد مقاله و پایان نامه فارسی و عربی مورد ارجاع قرار گرفته‌است.